# Forças Armadas da Colômbia
As Forças Militares Colombianas (em castelhano:  Fuerzas Militares de Colombia) são as forças armadas da República da Colômbia. São formadas por três braços distintos: o exército, a força aérea e a Marinha.
A maior parceria das formas armadas colombianas ainda é com os Estados Unidos, com quem o país mantém laços econômicos e militares. Grande parte dos equipamentos e uma parcela do financiamento feito aos militares colombianos vem dos norte-americanos através do Plano Colômbia. Esta ajuda vem pelo motivo do país ainda estar mergulhada em um conflito interno contra movimentos de guerrilheiros de esquerda e contra o narcotráfico.

## Galeria

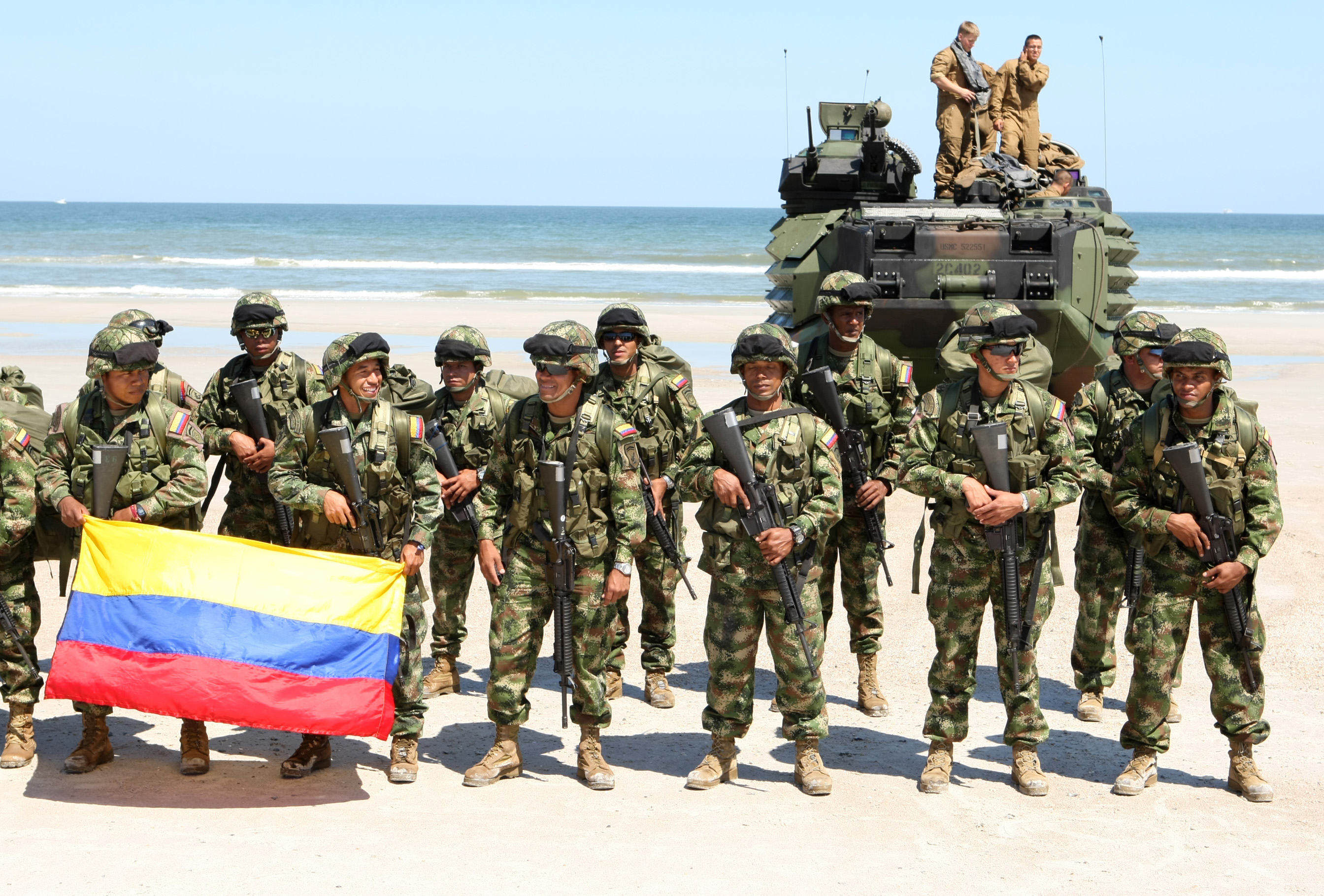
Fuzileiros colombianos.
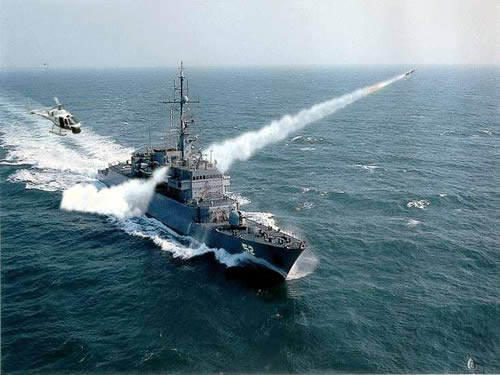
A fragata ARC Caldas.
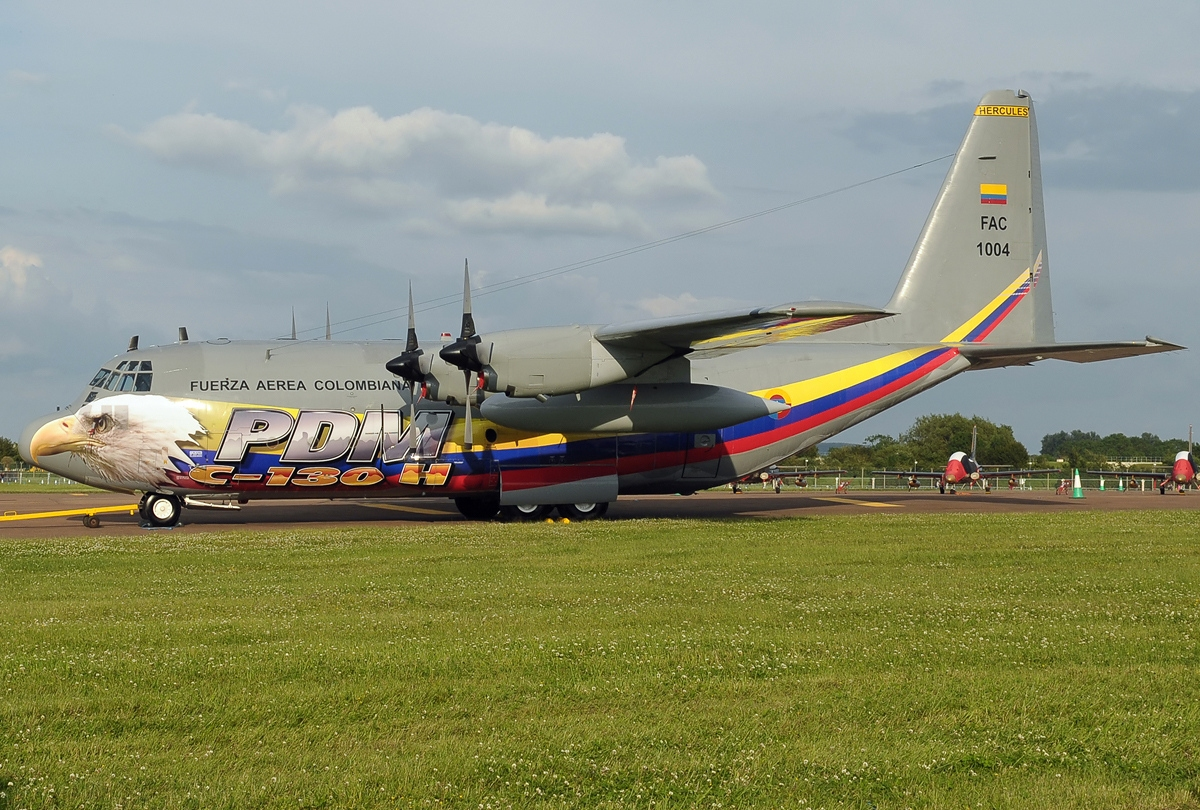
Um C-130H Hercules colombiano.
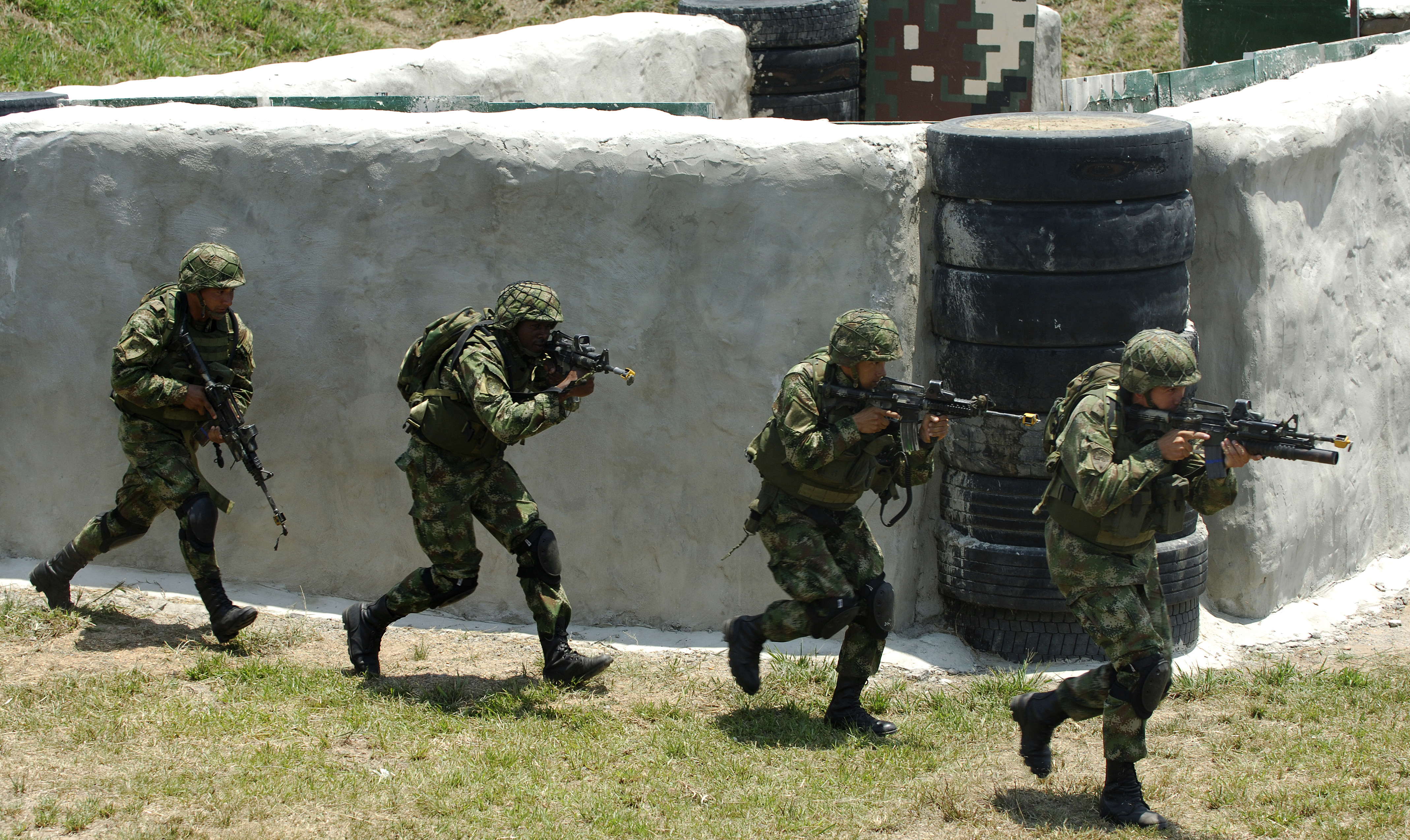
Militares das forças especiais colombianas.
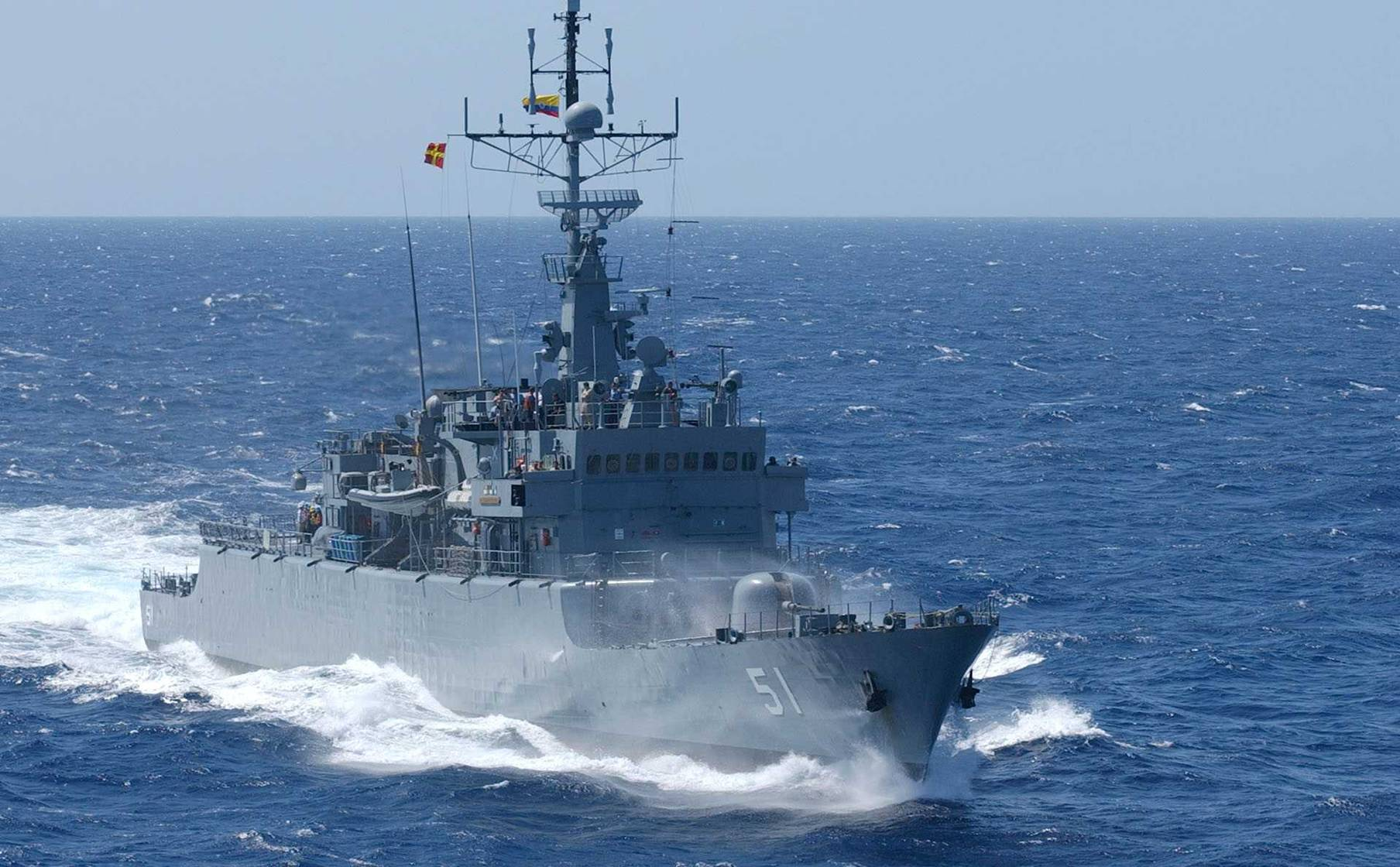
O navio de guerra ARC Almirante Padilla.
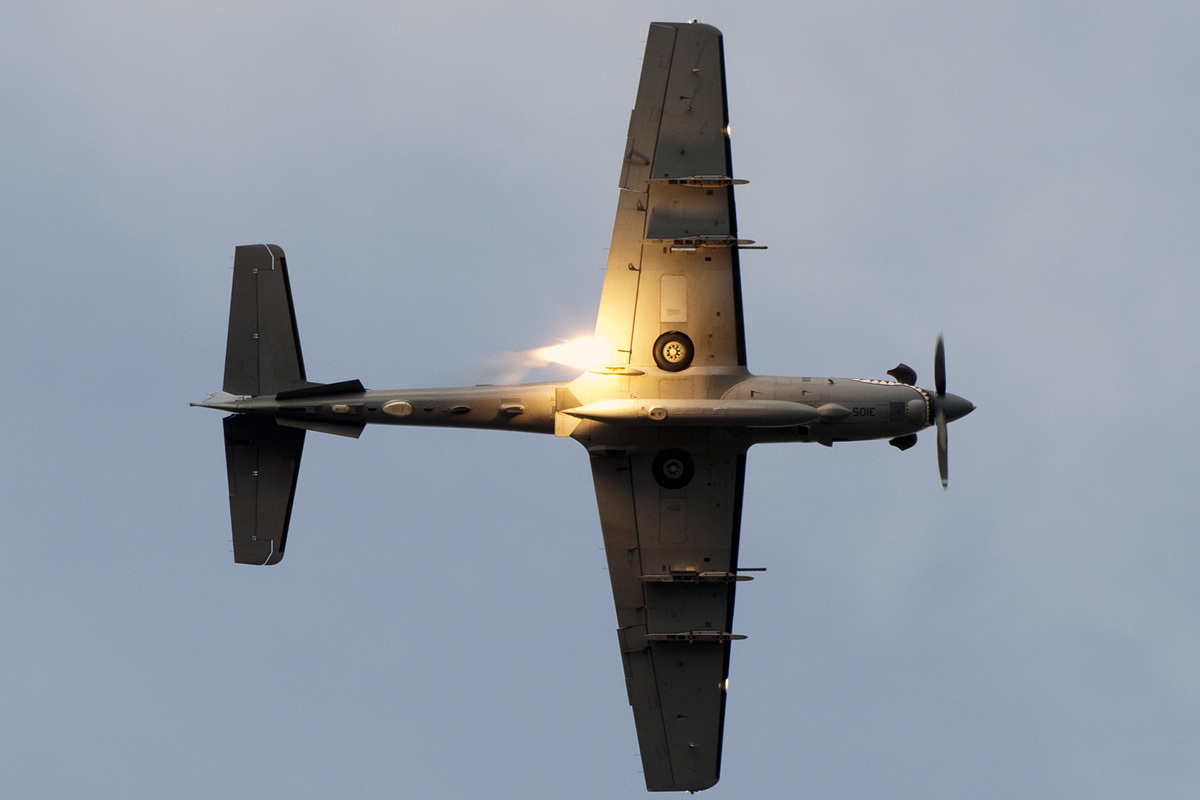
Uma aeronave turboélice Super Tucano, de fabricação brasileira, da Força Aérea Colombiana.